# Thomas Sankara
Thomas Isidore Noël Sankara (Alto Volta, África Occidental Francesa, 21 de diciembre de 1949-Uagadugú, Burkina Faso, 15 de octubre de 1987) fue un capitán militar, revolucionario comunista y teórico panafricanista que presidió Burkina Faso de 1983 a 1987. Es visto como una figura carismática e icónica de la revolución, por lo cual es conocido como el «Che Guevara africano».
Sankara tomó el poder del entonces Alto Volta en 1983, cuando contaba con 33 años, en virtud de un golpe de Estado apoyado por grandes capas de la población. Su objetivo era eliminar la corrupción y el predominio de la expotencia colonial francesa. Inmediatamente lanzó el programa de cambio social y económico más ambicioso jamás intentado en el continente africano. Para simbolizar esta nueva autonomía y renacimiento, renombró al país de Alto Volta a Burkina Faso —«el país de los hombres íntegros»—. Su política exterior se centró en el antiimperialismo. Durante su gobierno trató de evitar toda la ayuda exterior, impulsando la reducción de la llamada «deuda odiosa» y nacionalizando todas las tierras y riquezas minerales, para evitar el poder y la influencia del FMI y del Banco Mundial sobre su nación. Sus políticas nacionales se centraron en prevenir la hambruna con una autosuficiencia agraria y una reforma agraria, dio prioridad a la educación con una campaña nacional de alfabetización y promovió la salud pública con la vacunación de 2,5 millones de niños contra la meningitis, la fiebre amarilla y el sarampión. Otros componentes de su agenda nacional incluían la plantación de más de diez millones de árboles para poner fin a la creciente desertificación del Sahel, la duplicación de la producción de trigo debido a la redistribución de la tierra de los terratenientes feudales a los campesinos, la suspensión de los impuestos rurales y las rentas nacionales, y el establecimiento de un ambicioso programa de construcción de ferrocarriles y carreteras para «unir a la nación». Además, su compromiso con los derechos de la mujer lo llevó a prohibir la mutilación genital femenina, los matrimonios forzados y la poligamia. Igualmente, nombró a mujeres en altos cargos gubernamentales y las alentó a trabajar fuera de casa y a quedarse en la escuela aunque estuvieran embarazadas.
Para lograr esta transformación radical de la sociedad, incrementó cada vez más el control autoritario de la nación, prohibiendo finalmente la prensa privada, pues creyó que podrían interponerse en el camino de sus planes, o bien ser manipulados por poderosas influencias externas. Para contrarrestar su oposición en las ciudades y en los lugares de trabajo alrededor del país, también trató a los funcionarios corruptos, a los contrarrevolucionarios y a los «trabajadores perezosos» en los tribunales revolucionarios del pueblo. Adicionalmente, como admirador de la revolución cubana de Fidel Castro, Sankara estableció Comités de Defensa de la Revolución (CDR) al estilo cubano, a pesar de ser opuesto a la doctrina foquista.
Sus revolucionarios programas de autosuficiencia africana como una alternativa desafiante a las estrategias de desarrollo impuestas por Occidente, lo transformaron en un icono para muchos de los pobres de África. Sankara sigue siendo popular entre la mayoría de los ciudadanos pobres de su país. Sin embargo, sus políticas alienaron y enemistaron los intereses creados de un conjunto de grupos, que incluía a la pequeña pero potente clase media de Burkina Faso, a los dirigentes tribales, que fueron despojados del derecho tradicional de larga data con el trabajo forzoso y el pago de tributos, y por último los intereses financieros extranjeros de Francia y su aliado, Costa de Marfil.
El 15 de octubre de 1987 Sankara fue derrocado y más tarde asesinado en un golpe de Estado dirigido por Blaise Compaoré con el apoyo del gobierno francés de François Mitterrand. Una semana antes de su ejecución, Sankara declaró: «aunque los revolucionarios, como individuos, puedan ser asesinados, nunca se podrá matar sus ideas».
Su pensamiento político e ideológico basado en doctrinas marxistas-leninistas, antiimperialistas, nacionalistas, panafricanistas y socialistas se conocen como sankarismo después de su muerte.

## Biografía

### Infancia

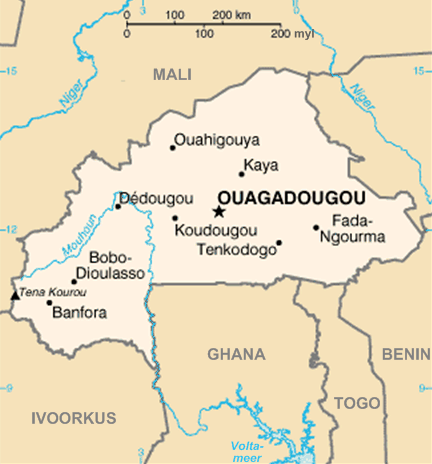
Un mapa que muestra las principales ciudades de Burkina Faso.

Thomas Sankara era hijo de Marguerite Sankara —fallecida el 6 de marzo de 2000— y de Sambo Joseph Sankara —1919-4 de agosto de 2006—, un militar. Nacido en una familia católica, “Thom'Sank” era silmi-mossi, un grupo étnico originado en el matrimonio de hombres mossi con mujeres fulani, Los silmi-mossi eran los que tenían menos ventajas en el sistema de castas silmi. Sería el tercer hijo de la pareja y el primer varón de 11 hermanos.
Su padre combatió en el ejército francés durante la Segunda Guerra Mundial y fue capturado por los nazis. En esta etapa, su padre cambió el apellido de su familia por el de Ouédraogo, apellido típico Mossi, y no sería hasta la adolescencia de Thomas que no abandonaría este apellido para retomar de nuevo el de Sankara. Su familia había sido musulmana hasta que su padre se convirtió al cristianismo. Esto favorecía que Thomas, en un país oportunamente con una gran población musulmana, estuviese también familiarizado con el Corán.
Tom vivió sus primeros años en Gaoua, un pequeño pueblo en el suroeste del país al que había sido trasladado su padre como auxiliar. Como señala Ernest Harsch, al ser hijo de uno de los pocos funcionarios del régimen, gozaban de una posición ciertamente privilegiada: vivían en una casa ladrillada en un barrio de gendarmes situado en la cima de una colina. Llegaría a ser castigado en su escuela por participar en la acción de quitar la bandera de Francia e izar la bandera del Alto Volta que terminaría en una pelea con adolescentes franceses.
Desde este momento ya se fraguaba su relación con Blaise Compaoré. Como cuenta Vincent Ouattara, famoso autor africano sobre la descolonización, “Blaise Compaoré y Thomas Sankara eran como hermanos, ya que fueron criados juntos por el padre de Sankara”. Así también, el historiador especialista en Burkina Faso Bruno Jaffré, «Blaise Compaoré era huérfano, el padre de Sankara lo consideraba como hijo suyo, hasta encontrarle esposa».
Thomas comenzó su educación en la escuela primaria de Bobo-Dioulasso, donde destacaba en matemáticas y francés. Acudía frecuentemente a la iglesia, donde los sacerdotes le alentaron a ir al seminario, deseo que compartieran con sus padres. A pesar de estar inicialmente de acuerdo, decidió continuar su educación en el liceo Ouezzin Coulibaly, situado en el centro mercantil del país.
Finalmente, Sankara decidió ingresar en el ejército, institución muy popular por aquel entonces, ya que era visto como una ayuda frente a los grandes jefes burocráticos tradicionales, puesto que no hacía mucho del golpe de Estado contra Maurice Yaméogo. Además, su entrada en la academia militar era acompañada por una beca que permitiría a Sankara costearse una educación superior.

### Carrera militar
Sankara ingresó en la academia militar de Kadiogo (Uagadugú) en 1966, con tan solo 17 años. Allí, fue instruido por profesores civiles en ciencias sociales, destacando Adama Touré, de ideas progresistas, quien le invitó a ciertas discusiones informales con otros compañeros sobre el imperialismo, neocolonialismo y comunismo. Por tanto, Sankara fue nutriéndose de forma sistemática de la perspectiva revolucionaria.
En 1970, con 20 años, Thomas pasó a la academia de oficiales de Antsirabe (Madagascar), donde pudo estudiar agricultura —aumento del rendimiento, vida de los agricultores—, historia y estrategia militar; adquiriendo ciertos conceptos fundamentales de los que haría gala posteriormente —leyó por primera vez las obras de Karl Marx y Lenin—. Aquí sería testigo de un levantamiento popular de estudiantes y trabajadores que derrocó al gobierno de Philibert Tsiranana.
Posteriormente, viajó a una academia de paracaidistas en Francia, donde se expuso a ciertas ideologías izquierdistas; y en 1972 regresó al Alto Volta. Sin embargo, dos años después, comenzó la famosa Disputa del Agacher contra Malí donde obtuvo la atención del pueblo por su heroica actuación.
Empezó a ser una figura popular en la capital Uagadugú, comenzó a ser conocido como un buen guitarrista —tocaba en una banda llamada Tout-à-Coup Jazz—. Se desplazaba frecuentemente en motocicleta, lo que puede haber contribuido a sus carismáticas imágenes públicas.
En 1976 llegó a ser comandante del Centro de Entrenamiento de Comandos en Po. En este mismo año conoció a Blaise Compaoré en Marruecos. Durante la presidencia del coronel Saye Zerbo, un grupo de oficiales jóvenes formaron la Agrupación de Oficiales Comunistas (Regroupement des Officiers Communistes, o ROC, en francés). Los miembros más conocidos de la organización empezaron siendo Henri Zongo, Jean-Baptiste Boukary Lingani, Blaise Compaorè y el propio Sankara.

### Puestos gubernamentales
Sankara fue nombrado secretario de Estado para la Información en el gobierno militar en septiembre de 1981, yendo a su primera reunión de gabinete en una bicicleta, pero renunció el 21 de abril de 1982 en oposición a lo que vio como deriva antiobrera del régimen, declarando «¡Desgracia a quienes amordazan al pueblo!» [«Malheur à ceux qui baillonnent le peuple!»]. A consecuencia de este y otros discursos contra la actuación represiva del gobierno de Saye Zerbo, Sankara sería arrestado y enviado a una cárcel en Dédougou el mismo día 21, pasando los siguientes seis meses encerrado. Ello no haría sino reforzar su imagen y profundizar en la crisis de gobierno de Zerbo.
Un nuevo golpe de Estado —el 7 de noviembre de 1982— llevó al poder a Jean-Baptiste Ouédraogo, Sankara llegó a ser primer ministro en enero de 1983, pero fue despedido el 17 de mayo y estuvo bajo arresto en su casa después de la visita al país del hijo del entonces presidente francés y el asesor de asuntos africanos Jean-Christophe Mitterrand. Henri Zongo y Jean-Baptiste Boukary también fueron puestos bajo arresto, lo que causó un levantamiento popular.

## Presidente
Nuestra revolución en Burkina Faso se basa en la totalidad de las experiencias del hombre desde el primer aliento de la humanidad. Queremos ser los herederos de todas las revoluciones del mundo, de todas las luchas de liberación de los pueblos de África. Sacamos las lecciones de la Revolución estadounidense, La Revolución francesa nos enseñó los derechos del hombre. La gran Revolución de Octubre trajo la victoria al proletariado e hizo posible la realización de los sueños de justicia de la Comuna de París.
Thomas Sankara, octubre de 1984

El Escudo de Burkina Faso desde 1984 hasta 1991, con una azada cruzada con un AK-47 (una alusión a la hoz y el martillo) con el lema "Patrie ou la Mort, nous vaincrons" (Español: "Patria o Muerte, Venceremos").

Bandera actual de Burkina Faso, diseñada por Sankara.

Un golpe de Estado organizado por Blaise Compaoré hizo a Sankara presidente el 4 de agosto de 1983, a la edad de 33 años. El golpe de Estado fue apoyado por Libia que estaba en ese momento, al borde de la guerra con Francia en Chad.
Sankara era claramente un revolucionario, inspirado por otros procesos revolucionarios como la Cuba de Fidel Castro y el Che Guevara. Sentía también gran admiración por Jerry Rawlings, el líder militar de Ghana. Como presidente promovió la «revolución democrática y popular» (Révolution démocratique et populaire, o RDP).
La ideología de la revolución fue definida por el mismo como antiimperialista en un discurso el 2 de octubre de 1983, el Discours d'Orientation Politique (DOP), escrito por su socio Valère Somé. Su política estuvo orientada a la lucha contra la corrupción, promoviendo la reforestación, combatiendo la hambruna, y haciendo de la educación y la salud las principales prioridades nacionales.

### Abolición de los privilegios de los jefes
El gobierno suprimió muchos de los poderes que tenían los jefes tribales, tales como su derecho a recibir el pago del tributo y el trabajo obligatorio. El CDR (Comités de Défense de la Révolution) era formado por las organizaciones de masas populares y estaba armado. El gobierno de Sankara también inició una forma de servicio militar obligatorio con la SERNAPO (Service National et Populaire). Ambos eran un contrapeso a la potencia del ejército.
En 1984, en el primer aniversario de su ascenso al poder, renombró al país como Burkina Faso, que significa “el país de los hombres íntegros” en mossi y djula, las dos lenguas mayoritarias del país. También creó una nueva bandera y un nuevo himno nacional —Une Seule Nuit—.

### Relaciones con el pueblo Mossi
Un punto de discordia con respecto al gobierno de Sankara es la forma en que manejó al grupo étnico Mossi. Los Mossi son el grupo étnico más grande de Burkina Faso y se adhieren a estrictos sistemas sociales jerárquicos tradicionales. En la cima de la jerarquía está el Morho Naba, el jefe o rey del pueblo Mossi. Sankara vio este acuerdo como un obstáculo para la unidad nacional y procedió a degradar a la élite Mossi. Al Morho Naba no se le permitió celebrar tribunales y los jefes de las aldeas locales fueron despojados de sus poderes ejecutivos y entregados a los CDR.

### Derechos de las mujeres
Sankara había trabajado extensamente por los derechos de la mujer y declaró: «No hay verdadera revolución social sin la liberación de la mujer».

La revolución y la liberación de la mujer van unidas. No hablamos de la emancipación de la mujer como un acto de caridad o por una oleada de compasión humana, es una necesidad básica para el triunfo de la revolución. Las mujeres ocupan la otra mitad del cielo.
Thomas Sankara

Mejorar el estatus de las mujeres fue uno de los mayores logros de Sankara, y su gobierno incluyó a un gran número de mujeres, una política sin precedentes en África Occidental. Su gobierno también prohibió la mutilación genital femenina o ablación, el matrimonio forzado y la poligamia; al nombrar a mujeres en altos cargos gubernamentales y alentándolas a trabajar fuera de casa y a quedarse en la escuela aunque estuvieran embarazadas. Sankara también promovió la planificación familiar, la anticoncepción y alentó a los maridos a ir de compras y a preparar comidas para experimentar por sí mismos las condiciones a las que se enfrentaban las mujeres. 
Reconoció los desafíos que afrontan las mujeres africanas cuando dio su famoso discurso para conmemorar el Día Internacional de la Mujer el 8 de marzo de 1987 en Uagadugú habló a miles de mujeres en un discurso altamente político en el que afirmó que la Revolución de Burkina Faso estaba «estableciendo nuevas relaciones sociales» lo que estaría «alterando las relaciones de autoridad entre hombres y mujeres y forzando a cada uno a replantear la naturaleza de ambos. La tarea es formidable pero necesaria». Además, fue el primer líder africano que nombró a mujeres para importantes cargos en el gabinete y las contrató activamente para el ejército.

### Política de autosuficiencia
Nuestro país produce lo suficiente para alimentarnos a todos. Por desgracia, por falta de organización, nos vemos obligados a pedir ayuda alimentaria. Es esta ayuda la que infunde en nuestros espíritus la actitud de los mendigos.
Thomas Sankara

Inmediatamente después de que Sankara asumió el cargo, suprimió la mayoría de los poderes que tenían los jefes tribales en Burkina Faso. A estos terratenientes feudales se les despojaba de sus derechos de cobrar pagos y trabajos forzados, así como se repartieron sus tierras entre los campesinos. Esto sirvió al doble propósito de crear un nivel de vida más alto para el ciudadano promedio y crear una situación óptima para llevar a Burkina Faso a la autosuficiencia alimentaria.
En cuatro años, Burkina Faso alcanzó la suficiencia alimentaria debido en gran parte a la redistribución de la tierra feudal y a una serie de programas de irrigación y fertilización instituidos por el gobierno. Durante este tiempo, la producción de algodón y trigo aumentó dramáticamente. Mientras que la producción media de trigo para la región del Sahel fue de 1700 kilogramos por hectárea (1500 lb / acre) en 1986, Burkina Faso producía 3900 kilogramos por hectárea (3500 lb / acre) de trigo ese mismo año. Este éxito significó que Sankara no solo había cambiado su país a la autosuficiencia alimentaria, sino que a su vez había creado un excedente de alimentos. También enfatizó la producción de algodón y la necesidad de transformar el algodón producido en Burkina Faso en ropa para la gente.

### Atención médica y obras públicas
Las primeras prioridades de Sankara después de asumir el cargo fueron alimentar, alojar y brindar atención médica a su gente que lo necesitaba desesperadamente. Sankara lanzó un programa de vacunación masiva en un intento de erradicar la poliomielitis, la meningitis y el sarampión. En una semana, 2,5 millones de burkineses fueron vacunados, obteniendo las felicitaciones de la Organización Mundial de la Salud. Su administración fue también el primer gobierno africano en reconocer públicamente la epidemia del sida como una gran amenaza para África.
También se llevaron a cabo proyectos de infraestructura y vivienda a gran escala. Las fábricas de ladrillos se crearon para ayudar a construir casas en un esfuerzo por acabar con los barrios marginales urbanos. En un intento de luchar contra la deforestación, se creó la Cosecha Popular de Viveros Forestales para abastecer a 7000 viveros comunitarios, así como para organizar la plantación de varios millones de árboles. Todas las regiones del país pronto estuvieron conectadas por un vasto programa de construcción de carreteras y vías férreas. Más de 700 km (430 mi) de vías férreas fueron colocadas por personas de Burkinabé para facilitar la extracción de manganeso en «La batalla de los rieles» sin ninguna ayuda extranjera o dinero internacional. Estos programas fueron un intento de demostrar que los países africanos podrían ser prósperos sin ayuda extranjera. Estos desarrollos revolucionarios y programas económicos nacionales sacudieron los cimientos de los modelos tradicionales de desarrollo económico impuestos a África.
Sankara también lanzó programas educativos para ayudar a combatir la tasa de analfabetismo del 90% del país. Estos programas tuvieron cierto éxito en los primeros años. Poco después de su asesinato, las huelgas de docentes a gran escala, junto con la falta de voluntad del nuevo régimen para negociar, llevaron a la creación de los «Maestros Revolucionarios». En un intento por reemplazar a los casi 2500 docentes despedidos durante una huelga de 1996, cualquier persona con un título universitario fue invitada a enseñar a través del programa revolucionario de docentes. Los voluntarios simplemente recibieron un curso de formación de diez días antes de empezar a dar clases.
Bajo la presidencia de Sankara la tasa de alfabetización pasó del 13% en 1983 al 73% en 1987.

### Medio ambiente
En la década de 1980, cuando la conciencia ecológica aún era muy baja, Thomas Sankara fue uno de los pocos líderes africanos que consideró la protección del medio ambiente una prioridad. Participó en tres grandes batallas: contra los incendios forestales «que serán considerados delitos y serán castigados como tales»»; contra el pastoreo de ganado «que atenta contra los derechos de los pueblos porque los animales desatendidos destruyen la naturaleza»; y contra el caótico corte de leña «cuya profesión habrá que organizar y regular». En el marco de un programa de desarrollo que involucraba a gran parte de la población, en Burkina Faso se plantaron diez millones de árboles en quince meses durante la «revolución». Para hacer frente al avance del desierto y a las sequías recurrentes, Sankara propuso también la plantación de franjas boscosas de unos cincuenta kilómetros, que debían atravesar el país de este a oeste. Entonces pensó en ampliar este cinturón vegetal a otros países. La producción de cereales, cercana a 1100 millones de toneladas antes de 1983, aumentó a 1600 millones de toneladas en 1987. Jean Ziegler, ex relator especial de la ONU para el derecho a la alimentación, subrayó que el país «se había vuelto autosuficiente en materia de alimentos».
A partir de octubre de 1984, durante quince meses, el gobierno plantó diez millones de árboles en una campaña de reforestación. Sankara comentó al respecto: «En Burkina la madera es nuestra única fuente de energía. Tenemos que recordar constantemente a cada individuo su deber de mantener y regenerar la naturaleza».

### Guerra de la Franja de Agacher
En 1985, Burkina Faso organizó un censo general de la población. Durante el censo algunos campamentos fula fueron visitados por misteriosos agentes del censo de Burkina Faso. El gobierno maliense alegó que ese acto era una violación de su soberanía en la franja de Agacher. Después de los esfuerzos de Malí pidiéndole a líderes africanos la presión sobre Sankara, las tensiones estallaron el día de Navidad de 1985 en una guerra que duró cinco días y mató a unas 100 personas (la mayoría de las víctimas civiles, asesinadas por una bomba lanzada en la plaza del mercado de Ouahigouya por un aeroplano MiG-21 de Malí. El conflicto fue conocido como la “Guerra de Navidad” en Burkina Faso.

### Relaciones con otros países
Thomas Sankara definió su programa como antiimperialista. En este sentido, Francia se convirtió en el principal objetivo de la retórica revolucionaria. Estos ataques culminaron con la visita de François Mitterrand a Burkina Faso en noviembre de 1986, durante la cual Thomas Sankara criticó violentamente la política francesa por haber recibido en Francia a Pieter Botha, primer ministro de Sudáfrica, y a Jonas Savimbi, líder de UNITA, ambos «cubiertos de sangre desde la cabeza hasta los pies». La ayuda económica francesa se redujo en un 80% entre 1983 y 1985.
Guy Penne, asesor del presidente François Mitterrand para asuntos africanos, organizó en Francia una campaña mediática para denigrar a Thomas Sankara, en colaboración con la Dirección General de Seguridad Exterior (DGSE), que facilitó a la prensa una serie de documentos sobre supuestas atrocidades destinadas a alimentar artículos en su contra.
Puso en marcha un programa de cooperación con Cuba. Tras reunirse con Fidel Castro, Thomas Sankara envió a jóvenes burkineses a Cuba, en septiembre de 1986, para recibir formación profesional y participar en el desarrollo del país a su regreso. Se trataba de voluntarios reclutados mediante un concurso en el que se daba prioridad a los huérfanos y a los niños de zonas rurales y desfavorecidas. Unos 600 adolescentes fueron trasladados en avión a Cuba para completar sus estudios y recibir formación profesional para convertirse en médicos, ingenieros, agrónomos o ginecólogos.
Denunció el apoyo de Estados Unidos a Israel y Sudáfrica, llamó a los países africanos a boicotear los Juegos Olímpicos de Verano de 1984 en Los Ángeles. En la Asamblea General de las Naciones Unidas también denunció la invasión estadounidense de Granada por parte de Estados Unidos, que respondió aplicando sanciones comerciales contra Burkina Faso. También en la ONU pidió el fin del poder de veto otorgado a las grandes potencias. En nombre del «derecho de los pueblos a la soberanía», apoyó las demandas nacionales del Sáhara Occidental, Palestina, los sandinistas nicaragüenses y el Congreso Nacional Africano. Si bien tenía buenas relaciones con el líder ghanés Jerry Rawlings y el líder libio Muammar Gaddafi, estaba relativamente aislado en África occidental. Líderes cercanos a Francia, como Houphouët-Boigny en Costa de Marfil y Hassan II en Marruecos, se mostraron particularmente hostiles hacia él.

## Imagen personal y popularidad
Acompañando a su carisma de expiloto de combate de habla francesa, Sankara tuvo una serie de iniciativas originales que contribuyeron a su popularidad y atrajeron un poco de atención mediática internacional a la revolución de Burkina Faso:

#### Solidaridad
- Vendió la flota de Mercedes-Benz del gobierno e hizo que el Renault 5 (el automóvil más barato vendido en Burkina Faso en ese momento) fuera el vehículo oficial de los ministros.

- Redujo los sueldos de todos los funcionarios públicos, incluso el propio, prohibió el uso de chóferes del gobierno y los billetes de primera clase de avión. Al final, el sueldo que acabó cobrando fue el de capitán de uno de los ejércitos más pobres del continente africano.

- Se redistribuyó la tierra de los terratenientes feudales y se la entregó directamente a los campesinos. La producción de trigo aumentó en tan solo tres años de 1700 kg por hectárea a 3800 kg por hectárea, lo que hizo al país autosuficiente en comida.[7]

- Se opuso a la ayuda exterior, diciendo que "el que te alimenta, te controla."[7]

- Habló con elocuencia en organizaciones como la Organización para la Unidad Africana contra la penetración neocolonialista continua de África Occidental a través del comercio y las finanzas.[7]

- Ideó la creación de un frente unido de naciones africanas que rechacen pagar su deuda externa. Sostuvo que los pobres y explotados no tienen la obligación de devolver el dinero a los ricos y explotadores.[7]

- En Uagadugú, Sankara convirtió una tienda de aprovisionamiento del Ejército en un supermercado de propiedad estatal abierto a todo el mundo (el primer supermercado del país).[2]

- Obligó a los funcionarios públicos a destinar un mes de salario a los proyectos públicos.[2]

- Se negó a instalar un sistema de aire acondicionado en el despacho presidencial, afirmando que el lujo no estaba disponible para nadie más que un puñado de burkineses.[8]

- Como presidente, bajó su sueldo a solo 450 dólares americanos al mes y limitó sus posesiones materiales a un automóvil, cuatro bicicletas, tres guitarras, un frigorífico convencional y un congelador roto, además de la casa donde vivía con su familia.[8]

#### El "Che Guevara" de África
"El Che Guevara nos enseñó que podíamos atrevernos a tener confianza en nosotros mismos, confianza en nuestras capacidades. Nos inculcó la convicción de que la lucha es nuestro único recurso. Era un ciudadano del mundo libre, pero también luchaba por la construcción de un mundo mejor. Por eso decimos que el Che Guevara es también de África y de Burkina Faso".
Thomas Sankara

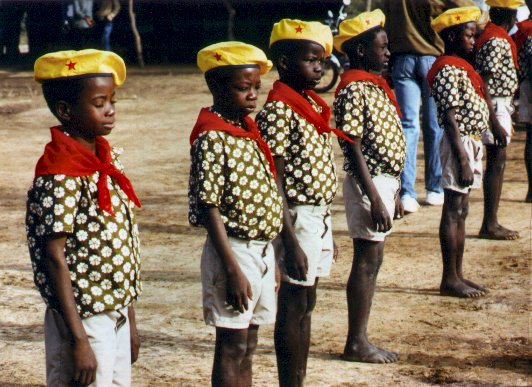
Los niños "pioneros" de la Revolución, protagonizada por ponerse la boina como el Che.

Sankara, al que a menudo se le denomina como el "Che Guevara de África", emuló a Guevara (1928-1967) tanto en estilo como en esencia. Estilísticamente, Sankara emuló a Guevara prefiriendo usar una boina con estrella y un uniforme militar, viviendo ascéticamente con pocas posesiones, y manteniendo un salario mínimo, una vez que asumió el poder. Ambos hombres también se consideraban aliados de Fidel Castro (Sankara fue visitado por Castro en 1987, pocos meses antes de su asesinato), hablaba con fluidez el francés, son muy conocidos por haber montado motocicletas, y se citan a menudo con mayor eficacia la utilización de su carisma para motivar a sus seguidores. En cuanto a lo esencial, Guevara y Sankara eran revolucionarios marxistas, que creían en la revolución armada contra el imperialismo y el capitalismo monopolista, denunció el neocolonialismo financiero antes que las Naciones Unidas, llevó a cabo la reforma agraria y las campañas de alfabetización como partes fundamentales de sus agendas, y utilizaron los tribunales revolucionarios y los CDR contra los contrarrevolucionarios. Los dos también fueron asesinados cerca de los cuarenta años (el Che tenía 39, Sankara tenía 38) por opositores, con Sankara casualmente mientras estaba dando un discurso para celebrar y honrar los 20 años de la ejecución del Che Guevara el 9 de octubre de 1967, una semana antes de su asesinato el 15 de octubre de 1987.

### Críticas
La organización de desarrollo británica Oxfam registró el arresto de líderes sindicales en 1987. En 1984, siete personas asociadas con el régimen anterior fueron acusadas de traición y ejecutadas después de un juicio sumario. Una huelga de maestros el mismo año resultó en el despido de 2500 maestros; a partir de entonces, las organizaciones no gubernamentales y los sindicatos fueron hostigados o puestos bajo la autoridad de los Comités de Defensa de la Revolución, cuyas secciones se establecieron en cada lugar de trabajo y que funcionaron como «órganos de control político y social».
Los Tribunales Populares Revolucionarios, establecidos por el gobierno en todo el país, enjuiciaban a los acusados por corrupción, evasión de impuestos o actividad «contrarrevolucionaria». Los procedimientos en estos juicios, especialmente las protecciones legales para los acusados, no se ajustaron a las normas internacionales. Según Christian Morrisson y Jean-Paul Azam de la Organización para la Cooperación y el Desarrollo Económicos, el «clima de urgencia y acción drástica en el que muchos castigos se llevaron a cabo de inmediato contra quienes tuvieron la desgracia de ser declarados culpables de un comportamiento no revolucionario, guardaba cierta semejanza con lo ocurrido en los peores días de la Revolución Francesa, durante el Reinado de el Terror. Aunque pocas personas murieron, la violencia fue generalizada».

## Asesinato
El 15 de octubre de 1987 Sankara fue asesinado junto a doce oficiales en un golpe de Estado organizado por su sucesor y antiguo colaborador Blaise Compaoré. El deterioro de las relaciones con los países vecinos fue una de las razones dadas por Compaoré, quien afirmó que Sankara había puesto en peligro las relaciones exteriores con la antigua potencia colonial francesa y con la vecina Costa de Marfil.
Prince Johnson, un excaudillo liberiano aliado a Charles Taylor, dijo que la Comisión de la Verdad y Reconciliación (CVR) de Liberia fue diseñada por Charles Taylor.
Después del golpe y aunque Sankara fue dado por muerto, durante varios días algunos CDR (Comités de Défense de la Révolution: ‘comités de defensa de la revolución’) montaron una resistencia armada contra el Ejército golpista.
El cuerpo de Sankara fue desmembrado y enterrado rápidamente en una tumba anónima, mientras su viuda y sus dos hijos huyeron del país.
Compaoré revocó inmediatamente las estatizaciones, anuló casi todas las políticas de Sankara y rechazó en última instancia la mayor parte del legado de Sankara.
Una semana antes de su muerte, Sankara se dirigió a la gente y dijo el que sería su propio epitafio, remarcando que «aunque los revolucionarios, como individuos, puedan ser asesinados, nunca se podrán matar sus ideas».

### Investigación
La investigación sobre el asesinato de Sankara y sus colaboradores permaneció durante años bloqueada, hasta la caída de la dictadura de Compaoré. Tras la revolución popular de Burkina Faso de 2014 el gobierno provisional la relanzó. 

### Cronología
El 21 de noviembre de 2014, el presidente interino Michel Kafando anunció entre sus primeras medidas, la autorización de las investigaciones para identificar el cuerpo de Thomas Sankara.
El 26 de mayo de 2015 se iniciaron los trabajos de exhumación en las tumbas del cementerio de Dagnoën, en Uagadugú, en las que supuestamente estaban enterrados Sankara y sus colaboradores. Las labores fueron realizadas por tres médicos, uno francés y dos burkineses, en presencia de un representante del Gobierno transitorio y un juez de instrucción.
Se realizaron pruebas de ADN. Los resultados de las autopsias y las conclusiones de la comisión de investigación debían desvelarse en septiembre de 2015 pero un intento de golpe de Estado retrasó el proceso.
El 13 de octubre de 2015 se informa de que los resultados de las pruebas de ADN todavía no están disponibles. Se recuerda que los datos de lo que ocurrió están basados por el momento en el testimonio de la sola persona que escapó de la masacre, Alouna Traoré: fueron asesinados a tiros - los asesinos usaron Kalashnikov y pistolas automáticas-. También se informa de que el cuerpo que presumiblemente pertenecía a Sankara tenía el rastro de una decena de impactos en el pecho, los brazos y las piernas explica su viuda Mariam Sankara. El juez explicó a los abogados que había ocho personas inculpadas, cuatro de ellas ya encarceladas, todas militares, algunos de ellos conocidos por haber participado en el intento de golpe de Estado pocas semanas antes. En la lista se incluye al doctor Diébré Alidou, autor de un certificado médico que concluía que Sankara había muerto de «muerte natural». Se menciona que Hyacinthe Kafando que, según algunos testimonios comandaba el grupo que disparó contra Sankara, ha huido y está "en búsqueda y captura". Por el momento no se menciona a Gilbert Dienderé, mano derecha de Compaoré, jefe de los servicios secretos durante casi 30 años y supuestamente uno de los instigadores del asesinato.
En diciembre de 2015, las autoridades burkinesas acusaron formalmente a Gilbert Dienderé, hombre fuerte de Compaoré detenido por el intento de golpe de Estado de septiembre de 2015, de complicidad en el asesinato de Sankara.
En 2016 el Instituto de Ciencias Forenses Luis Concheiro, de la Universidad de Santiago de Compostela (especializado en ADN) intentó identificar los supuestos restos de Sankara.

### Juicio por el asesinato en 2021
El 11 de octubre de 2021 se inició en Uagadugú el juicio con 14 acusados pero finalmente a petición de varios abogados de la defensa el juicio fue pospuesto al 25 de octubre. El principal sospechoso del complot, Blaise Compaoré fue juzgado en ausencia y siguió el proceso desde su residencia en Abiyán. Tampoco asistió al juicio Hyacinthe Kafando, que dirigió el comando que cometió la masacre y desapareció tras la caída de Compaoré en 2014. Sí estuvo presente el general Gilbert Diendéré, mano derecha de Compaoré en 1987 y jefe de su Guardia Presidencial cuando este se hizo con el poder. En la actualidad cumple condena por el intento de golpe de Estado de 2015.
El juicio se celebró en el salón de banquetes de Ouaga 2000. Un tribunal militar encabezado por el juez responsable de la instrucción, François Yameogo, investigó quién dio la orden de matarlo. y en abril de 2022 finalmente, dictó sentencia. Los tres principales acusados -Campaoré, Kafando y Diendéré- fueron condenados a cadena perpetua, aunque muy probablemente los dos primeros no cumplan la condena a pesar de las órdenes internacionales de captura dictadas contra ellos. Además, otros ocho acusados recibieron penas de entre 3 y 20 años.

### Legado

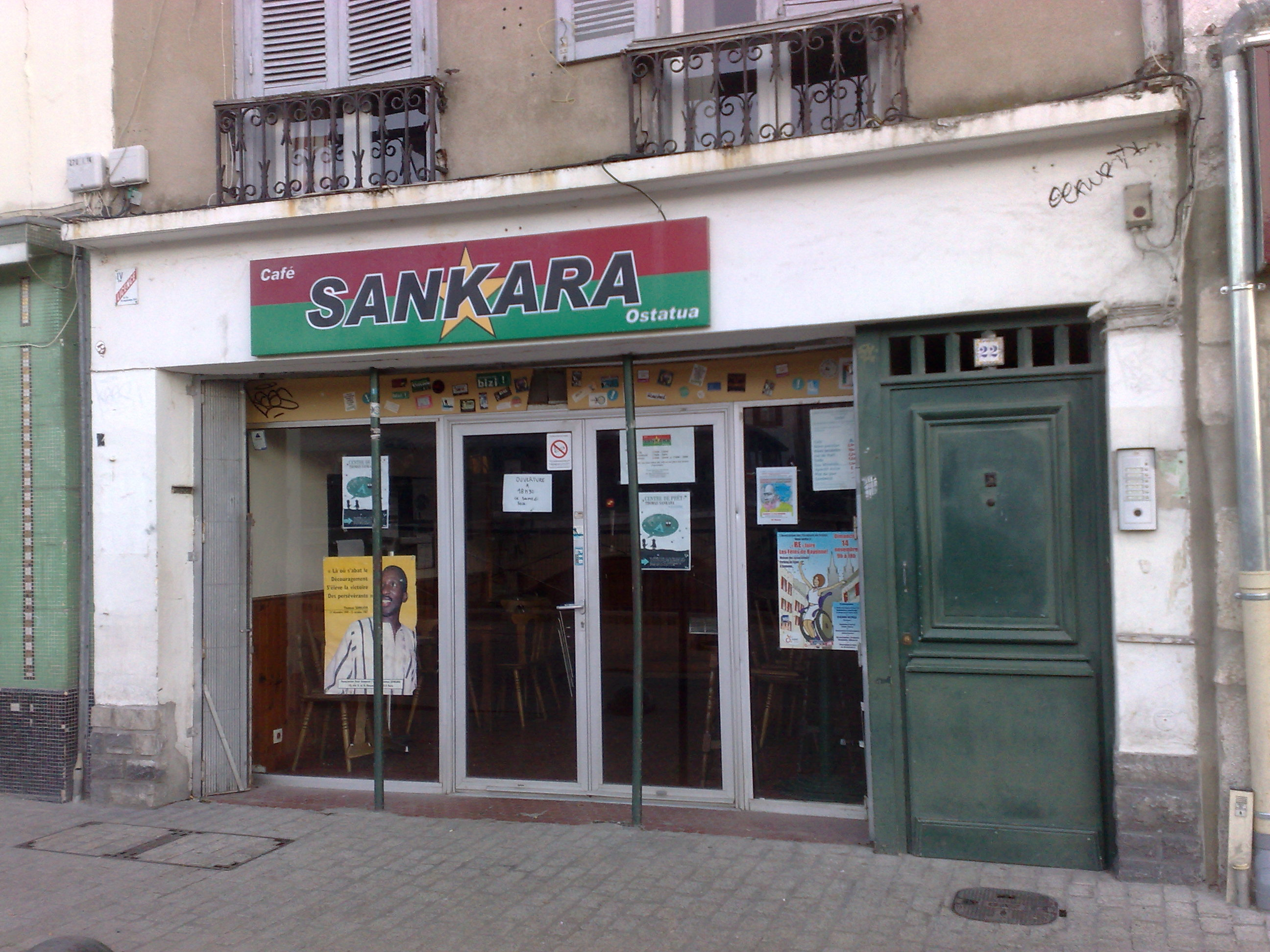
Entrada al Café Sankara, en Bayona (Francia), en homenaje al dirigente burkinés.

Veinte años después de su asesinato, el 15 de octubre de 2007, la figura de Thomas Sankara fue conmemorada en todo el mundo, en diversas ceremonias que tuvieron lugar en Burkina Faso, Mali, Senegal, Níger, Tanzania, Burundi, Francia, Canadá y Estados Unidos.

## Escritos de Thomas Sankara
- La emancipación de la mujer y la lucha africana por la libertad, disponibles en inglés, francés, castellano y persa, Pathfinder Press, 2007. ISBN 0-87348-585-8
- Somos herederos de las revoluciones del mundo: Discursos De La Revolución De Burkina Faso, 1983-87, Pathfinder Press, 2007. ISBN 0-87348-585-8
- Thomas Sankara habla, La Revolución de Burkina Faso, 1983-87, una colección de discursos de Sankara, Pathfinder Press, 2007. ISBN 0-87348-585-8 (www.pathfinderpress.com)

### Escritos acerca de Thomas Sankara
- (Castellano) El África de Thomas Sankara de Carlo Bata ISBN 978-84-18252-51-8 • 2021 224 páginas.
- (Francés) Biographie de Thomas Sankara : La Patrie ou la Mort..., de Bruno Jaffré ISBN 2-7384-5836-X • 1997 268 páginas.
- (Francés) Les années Sankara de la révolution à la Rectification, de Bruno Jaffré ISBN 2-7384-5967-6 • 1989 nueva edición en 1997 336 páginas.
- Le président Thomas SANKARA, Chef de la Révolution Burkinabe: 1983-1987 Retrato de Alfred Yambanga SAWADOGO, ISBN 2-7475-0588-X Ed. L'Harmattan, Mars 2001.
- Thomas Sankara e la rivoluzione interrotta, de Enrico Palumbo «Ricerche di Storia Politica Website», 2017.
- Thomas SANKARA,"OSER INVENTER L'AVENIR" La parole de Sankara de DAVID GAKUNZI, ISBN 2-7384-0761-7 Ed. PATHFINDER et HARMATTAN, enero de 2005.
- "THOMAS SANKARA, L'ESPOIR ASSASSINE" de Valere SOME, ISBN 2-7384-0568-1 Ed. L'Harmattan, enero de 2005.
- (Francés) "SANKARA, 15 de octubre de 1987: Les fauves l'ont dévoré", de Daniel Tranchant, ISBN 2-3563-9225-4, Ed. Elytis, septiembre de 2017

### Cine/Documentales
- "Thomas Sankara, l'homme intègre" de Robin Shuffield (Francia, 2006). Es una película que recoge todos los documentos audiovisuales existentes del líder africano.
- Thomas Sankara. La revolución asesinada. (Caracas 2011) Producción Altermedia. Realizadores Tristan Goasguenya y Yann Manuguerra.

### Novela
- "El caso Sankara" de Antonio Lozano (2006) (Ed. Almuzara). Premio Internacional de Novela Negra Ciudad de Carmona. (Ver información en Google books)

| Predecesor: Él mismo                | Presidente de Burkina Faso 1984 - 1987 | Sucesor: Blaise Compaoré                             |
| Predecesor: Jean-Baptiste Ouédraogo | Presidente de Alto Volta 1983 - 1984   | Sucesor: Él mismo                                    |
| Predecesor: Saye Zerbo              | Primer ministro de Alto Volta 1983     | Sucesor: Puesto abolido (Youssouf Ouédraogo en 1992) |